# Web social
 (octobre 2020).
Si vous disposez d'ouvrages ou d'articles de référence ou si vous connaissez des sites web de qualité traitant du thème abordé ici, merci de compléter l'article en donnant les références utiles à sa vérifiabilité et en les liant à la section « Notes et références ».

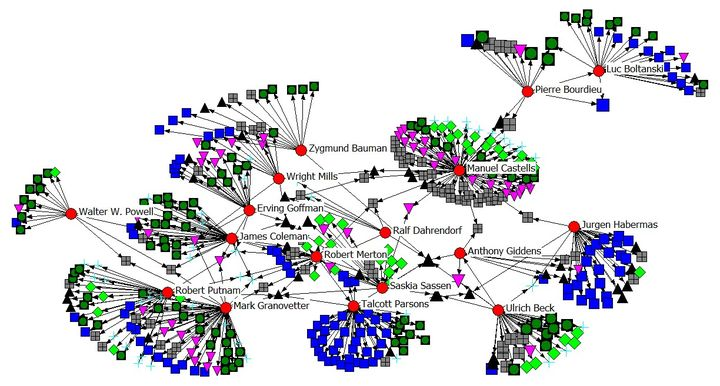
Illustration d'un réseau social sur le web

Le Web social (Social Web) fait référence à une vision d'Internet considéré comme un espace de socialisation, un lieu dont l'une de ses fonctions principales est de faire interagir les utilisateurs entre eux afin d'assurer une production continuelle de contenu, et non plus uniquement la distribution de documents.
Il est considéré comme un aspect très important du Web 2.0. En particulier, il est associé à différents systèmes sociaux tels que le réseautage social, les blogs ou les wikis.

## Historique
En 1955, le terme Social Web est employé pour la première fois par l'auteur August C. Krey dans l'essai History and the Social Web.
Au début des années 1990, les idées associées à ce concept ont été utilisées relativement aux systèmes en ligne utilisés pour supporter les interactions sociales telles que les communautés virtuelles ou les MUD (pour Multi-user dungeon, les jeux de rôle en ligne multi-utilisateurs).
En 1998, le terme Social Web a été utilisé dans un article de Peter Hoschka qui décrivait le passage d'une utilisation des ordinateurs et du web comme de simples outils de coopération à un usage de l'ordinateur comme un médium social.
En juillet 2004 ce terme a aussi été utilisé dans un article décrivant une utilisation de XDI (XRI Data Interchange, une technique d'échange d'information) pouvant intervenir dans le cadre de la conception d'applications web plus sociales (voir la section dédiée à ce sujet plus loin dans cet article).
À partir de 2005, ce concept a aussi connu un développement très important avec l'arrivée du Web 2.0 et des médias sociaux, avec lequel il est très fortement lié du fait de l'importance qui est donnée à la participation des individus. Les milliers de publications postées sur les médias sociaux font vivre le web social où s'exprime la conversation publique.

## L'évolution du web social
Le web social va rapidement devenir une manière de penser : beaucoup de personnes vont sur les réseaux sociaux au moins une fois par jour et le temps de visite moyen de Myspace en 2008 était autour de 36 minutes (la longueur d'un épisode de série télévisée). En outre, la croissance exponentielle du web social depuis les années 1990 ne devrait pas décroître pour le moment : moins de 20 % de la population mondiale est connectée à Internet, le web social est ressenti par certains comme étant encore à ses balbutiements.
La frontière entre les réseaux sociaux et les médias sociaux est de plus en plus floue avec des sites comme Facebook et Twitter incorporent davantage de photos, vidéos, et d'autres fonctionnalités typiques des médias sociaux sur les profils publics des utilisateurs, comme les médias sociaux ont intégré plusieurs caractéristiques des réseaux sociaux dans leur propre interface. Un changement notable est apparu avec la fusion des réseaux et médias sociaux, qui transforme les applications du web social en un écosystème centré sur l'utilisateur. Bien qu'il y ait eu de nombreuses discussions autour du sens des communautés sur le web avant ces innovations, les logiciels du web social moderne offrent un plus large choix d'interactions sociales, comme « devenir ami » ou « suivre » une personne, ou même envoyer des bisous et des cadeaux virtuels.
Les applications du web social sont généralement construites avec de la programmation orientée objet, utilisant des combinaisons de plusieurs langages de programmation, comme Ruby, PHP, Python, et/ou Java. Des API sont souvent utilisées pour attacher des sites Internet non-sociaux à des sites sociaux, comme Campusfood.com.

### Blogs et wiki
Les blogs et les wikis sont d'excellents exemples de la collaboration à travers Internet, une caractéristique de l'interaction du groupe qui caractérise le Web social. Les blogs sont utilisés comme Bulletin Board Systems au XXIe siècle sur lesquels les gens peuvent envoyer des discussions tandis que les wikis sont construits et édités par quiconque est autorisé à y accéder. Les blogs et les wikis permettent aux utilisateurs de partager des informations et de s’éduquer les uns les autres à travers des interactions sociales centrées sur le contenu et le sens. Les blogs et les wikis sont utilisés par ceux qui les écrivent et les alimentent en ressources. Les blogs permettent à des membres de partager leurs idées et à d'autres membres de les commenter alors que les wikis facilitent la collaboration du groupe. Ces deux outils permettent d'ouvrir une passerelle de communication dans laquelle l'interaction sociale permet de développer le web. Ces sites sont utilisés par les enseignants et les étudiants pour atteindre l'objectif de partager l'éducation et de travailler dans une communauté avec d'autres chercheurs. Ceci permet aux utilisateurs de confronter différentes interprétations de sujets similaires, ou au contraire de partager des ressources qui pourraient ne pas être à leur disposition.

### L'art social
Les artistes utilisent le Web social pour partager leur art, qu'il s'agisse d'art visuel sur des sites comme deviantART, d'art vidéo sur YouTube, d'art musical sur YouTube ou iTunes, ou d'art physique, tel que l'affichage et la vente d'objets artisanaux sur Craigslist. Les artistes choisissent de mettre en ligne leur art de sorte qu'ils aient des critiques sur leur travail. Avec cette nouvelle génération du web social, les étudiants passent plus de temps en utilisant des outils sociaux comme les ordinateurs, les jeux vidéo, les caméras vidéo et les téléphones cellulaires. Ces outils permettent à l'art de se partager facilement et aident à la discussion.

### Le crowdsourcing
Le Crowdsourcing est également utilisé dans le cadre du web, en particulier ces dernières années[Quand ?], à l'aube du web sémantique et du Web 2.0.
Le terme crowdsourcing est un néologisme sémantiquement calqué sur l'outsourcing. La traduction littérale de crowdsourcing est « approvisionnement par la foule ou par un grand nombre [de personnes] », mais l'expression ne reflète pas vraiment le sens du terme anglais. « Impartition à grande échelle » et « externalisation distribuée à grande échelle » sont d'autres traductions plus précises. Pour le journaliste économiste Henk van Ess, en septembre 2010, le crowdsourcing consiste à canaliser les besoins ou désirs d'experts pour résoudre un problème et ensuite partager librement la réponse avec tout le monde. Google et Wikipédia sont pour H. Van Ess les plus gros utilisateurs de crowdsourcing.
Il existe de nombreuses formes, outils, buts et stratégies de crowdsourcing. Le travail peut être collaboratif ou au contraire s'effectuer purement en parallèle. Dans une approche économique, il peut s'agir de remplir une tâche au moindre coût faisant appel à des réseaux spécialisés ou au grand public. Certaines démarches de sciences participatives et sciences citoyennes l'utilisent, pour acquérir un plus grand nombre de données, à des échelles géographiques qui seraient autrement inaccessibles à des chercheurs (par exemple dans le domaine de l'astronomie ou des sciences environnementales).

### Le développement d'applications mobiles
La plupart des applications mobiles récentes, et même les applications web, proposent des kits de développement d'applications pour les développeurs. Les développeurs peuvent créer leurs applications et les partager avec les utilisateurs par l'intermédiaire d'un « marché des applications ». Les utilisateurs de ces applications peuvent partager leurs expériences en laissant des commentaires, ce qui permet aux autres utilisateurs de voir leurs commentaires et ainsi avoir un aperçu de ce à quoi ils peuvent s'attendre en utilisant ces applications. Un système de notation est également proposé en complément des commentaires.
Les applications mobiles sociales sont construites en utilisant diverses API. Ces API permettent l'interconnexion de données en une seule base de données sociale que ce soit sur Facebook, Twitter, ou un compte Google, créant ainsi une véritable connexion de données. Ces applications ajoutent ensuite l'expérience utilisateur à l'application elle-même. Les exemples incluent TweetDeck et Blogger (service).

### Des projets de logiciels communautaires
Grâce à l'utilisation du Web social, nombre de développeurs de logiciels ont choisi de participer à des projets communautaires de logiciels libres. Les évolutions du système d'exploitation GNU/Linux sont des parfaits exemples de l'efficacité de ce genre de collaboration.

### Friendingou la socialisation 2.0
À l'heure où les médias sociaux constituent un passage de plus en plus fréquent dans la socialisation entre individus, la notion d'« ami » est plus que jamais polysémique. On désigne par le terme « friending » le fait d'ajouter quel qu'un à sa liste d'« ami s» sur un site de réseau social. Toutefois cela ne va pas forcément de pair avec la notion d'amitié. Les chercheurs s'accordent à dire que le processus de « friending » ou d'acquisition d'« amis » sur les réseaux sociaux outrepasse le cadre traditionnel où se nouent les relations d'amitié, ne serait-ce que parce que l'architecture des réseaux sociaux est fondamentalement différente de celle des espaces de socialisation traditionnels (école, lieu de travail, soirées, etc.). Par ailleurs, d'autres voient dans l'utilisation du terme « ami » sur la plupart des réseaux une simple métaphore servant à qualifier le lien existant entre deux utilisateurs d'une plateforme sociale.
En cela, l'amitié classique, relevant d'une certaine intimité et exclusivité non superposables à la familiarité qui peut exister entre des contacts ou des connaissances, est donc à distinguer du « friending » qui est le résultat de processus sociaux couplés avec des potentialités technologiques grandissantes. Le « friending » entraîne souvent certains privilèges et fonctionnalités supplémentaires vis-à-vis de la personne ajoutée. Un accès aux contenus de la personne, la possibilité d'engager une discussion, etc. Sur Facebook, par exemple, seuls les « amis » peuvent poster directement sur leurs fils d'actualités ou « murs » respectifs.

### Transposition d'activités militantes sur le web
La plupart des mouvements activistes utilisent le web pour organiser leurs actions et comme lieu de recrutement. Ils se le sont approprié en tant qu’accélérateur de circulation d'information et comme outil de mobilisation. Un des éléments constitutif du Web 2.0 est l’avènement d'une nouvelle forme d'activisme politique. Les partis politiques et la société civile activiste ont transféré le terrain « réel » ce leurs activités vers le World Wide Web. Des éléments permettent d'identifier des outils utilisés pour mettre à profit ce terrain, notamment l'usage ciblé et caractérisé des liens hypertextes pour agréger des utilisateurs autour d'une cause.

#### L'usage des URL comme outil de mobilisation
En 2009 a eu lieu une consultation européenne des citoyens en ligne afin de sonder l’avis des européens sur les projets que devraient mettre en place les pouvoirs publics. En France, la pétition « Sortir du nucléaire et favoriser les vraies énergies d’avenir » est arrivé en première position au bout d’un mois après publication. Ce succès est dû à la mobilisation en ligne active des réseaux antinucléaire. La pétition a été la plus visitée du site le mois de sa publication et les statistiques de la page font état de 34,1% des visites proviennent de boites mails. Cet élément permet de mettre en lumière les ressorts et les usages des liens hypertexte dans le cadre du militantisme en ligne. Cette pétition a fait partie du terrain de recherche de Romain Badouard, maître de conférence en sciences de l’information et de la communication et a permis de d’identifier un « répertoire d’action en ligne » à l’usage des activistes. Dans le cadre de la pétition sur la sortie de nucléaire, son URL a été partagé sur 21 sites. Cela pouvait être aussi bien des sites politiques que des blogs personnels. Elle a donc, à la fois été diffusée par mail via les fichiers de sympathisants accompagnée d’une invitation à la signer et relayée, ce qui a permis d’en faire la pétition la plus consultée et signée. Ce cas a permis à Romain Badouard d’identifier liens hypertextes comme un outil de mobilisation utilisé afin de réunir une somme d’individualité autour d’une stratégie qui elle, est collective[pertinence contestée].

## Du web social à la vie réelle
Le web social a changé la manière dont les individus peuvent partager des informations personnelles, se rencontrer, faire leurs courses ou rechercher du travail. On partage désormais ses préférences, ses opinions et ses activités avec des groupes d'amis que l'on n'aurait parfois jamais rencontrés sans le web social.
Un bon nombre de sites utilisent l'interaction sociale en ligne en vue d'une interaction dans la vie réelle. Des relations interindividuelles sont formées via Internet et peuvent devenir plus personnelles qu'à travers les autres formes de communication.
Le web social facilite les mises en relation dans la vie réelle : les rencontres sur Internet peuvent être effectuées par le biais des sites de rencontres ou ailleurs, de manière moins formelle : certains sites permettent de trouver des partenaires pour faire des sorties (OVS), faire du sport (RencontreSportive.com, WidiWici) ou pour organiser des tournois entre gamers (GamersBand). D'autres sites offrent la possibilité d'organiser des rencontres dans un but d'apprentissage linguistique (LanguageForExchange, Busuu). Quelques sites sont également spécialisés dans les échanges de services avec son voisinage (Voisineo). D'autres permettent d'organiser des rencontres thématiques où les inscrits échangent des réflexions ou des expériences sur un sujet donné (Barcamp, First Tuesday, Meetup.com ). Le site DreamShake se propose quant à lui de réunir des personnes dans l'aide à la réalisation de projets personnels.
Ces exemples soulignent l'impact non négligeable, dans la vie quotidienne, de ce que la chercheuse américaine Danah Boyd appelle les fonctionnalités technologiques offertes par le web social. Cependant, en termes de socialisation, évaluer de manière globale l'impact du web social sur la vie réelle reste difficile. Si certaines études font apparaître effectivement un impact positif,,, voire neutre, de l’utilisation des outils du web social sur la vie sociale réelle des individus, d'autres, à l’inverse, mettent en évidence un effet négatif de l’utilisation de l’ordinateur et d’Internet sur la sociabilité des individus,,. Il faut donc contextualiser les conclusions quant aux bienfaits ou non du web social sur les relations interhumaines. Il est toutefois indéniable que le web social est un moyen supplémentaire de rencontrer et d’échanger. Il peut répondre à un besoin de trouver des partenaires de jeu, de rencontrer physiquement de nouvelles personnes ou simplement d’échanger sur des thèmes divers et variés. Certains travaux y voient aussi un moyen de sortir de son isolement et de dépasser les tensions de la vie quotidienne.